# Porto Marim

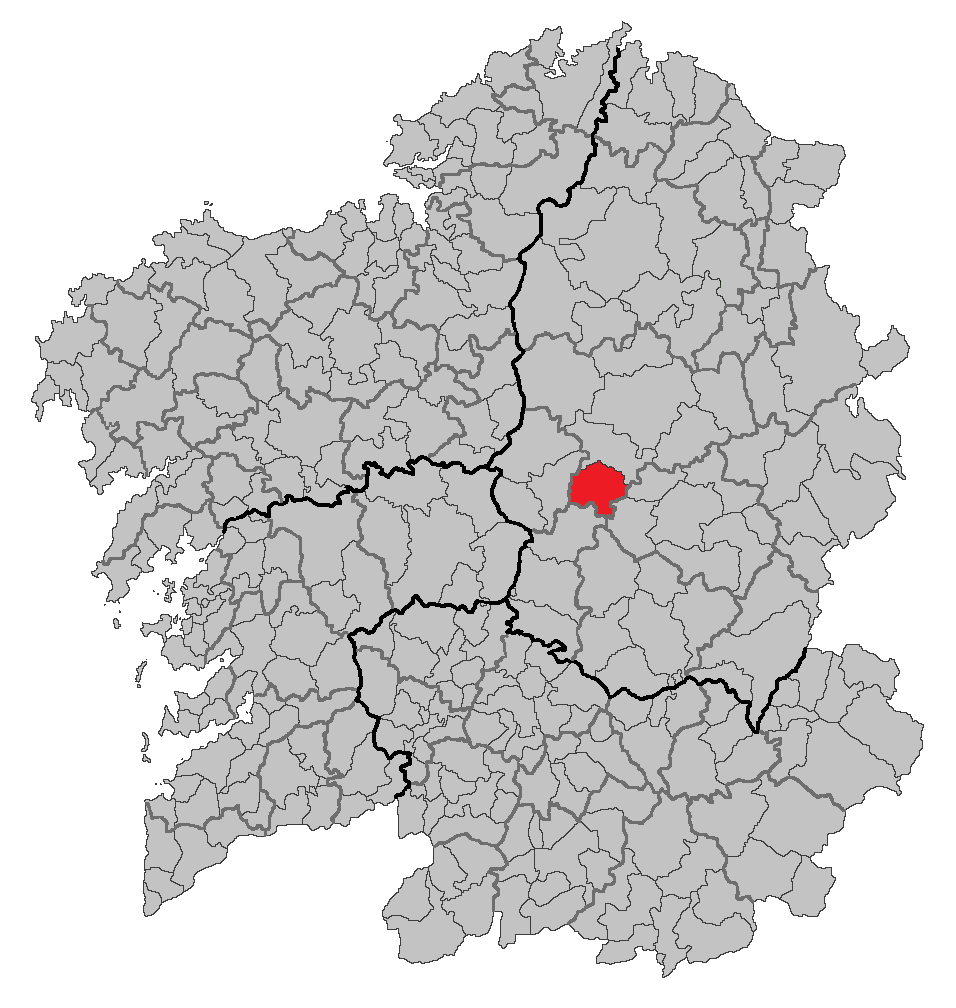
Localização de Porto Marim

Porto Marim (Portomarín; em espanhol, Puertomarín) é um município da Espanha na província de Lugo, comunidade autônoma da Galiza, de área 115,1 km² com população de 1898 habitantes (2004) e densidade populacional de 17,24 hab/km².

## História
A cidade de Porto Marim nasceu e cresceu junto a uma ponte romana sobre o rio Minho (reconstruída na Idade Média) e o Caminho de Santiago. Em 18 de maio de 1212, a Ordem de São João deu autorização para o seu governo e administração.
Quando a represa de Belesar foi construída em 1962, a cidade mudou-se para o vizinho Monte do Cristo. Lá, alguns dos edifícios mais importantes, civis e religiosos, foram reconstruídos; especialmente a igreja de São Nicolau, em estilo românico construído pela Ordem Hospitaleira de São João de Jerusalém, cujas pedras foram numeradas e montadas novamente em seu local atual.
Nas épocas em que o nível do lago diminui, ainda são visíveis as outras construções antigas, a muralha e a ponte antiga.
Além de ser conhecida por sua paisagem, Porto Marim também tem licores muito bons, que já receberam muitos prêmios. No dia da Páscoa se faz aguardente na praça, em frente à igreja, na "Festa da Augardente".

## Demografia
| Variação demográfica do município entre 1991 e 2004 | Variação demográfica do município entre 1991 e 2004 | Variação demográfica do município entre 1991 e 2004 | Variação demográfica do município entre 1991 e 2004 | Variação demográfica do município entre 1991 e 2004 | Variação demográfica do município entre 1991 e 2004 |
| --------------------------------------------------- | --------------------------------------------------- | --------------------------------------------------- | --------------------------------------------------- | --------------------------------------------------- | --------------------------------------------------- |
| 1991                                                | 1996                                                | 2001                                                | 2004                                                | 2010                                                | 2018                                                |
| 2237                                                | 2171                                                | 2008                                                | 1991                                                | 1691                                                | 1487                                                |